# Weisbachsches Haus

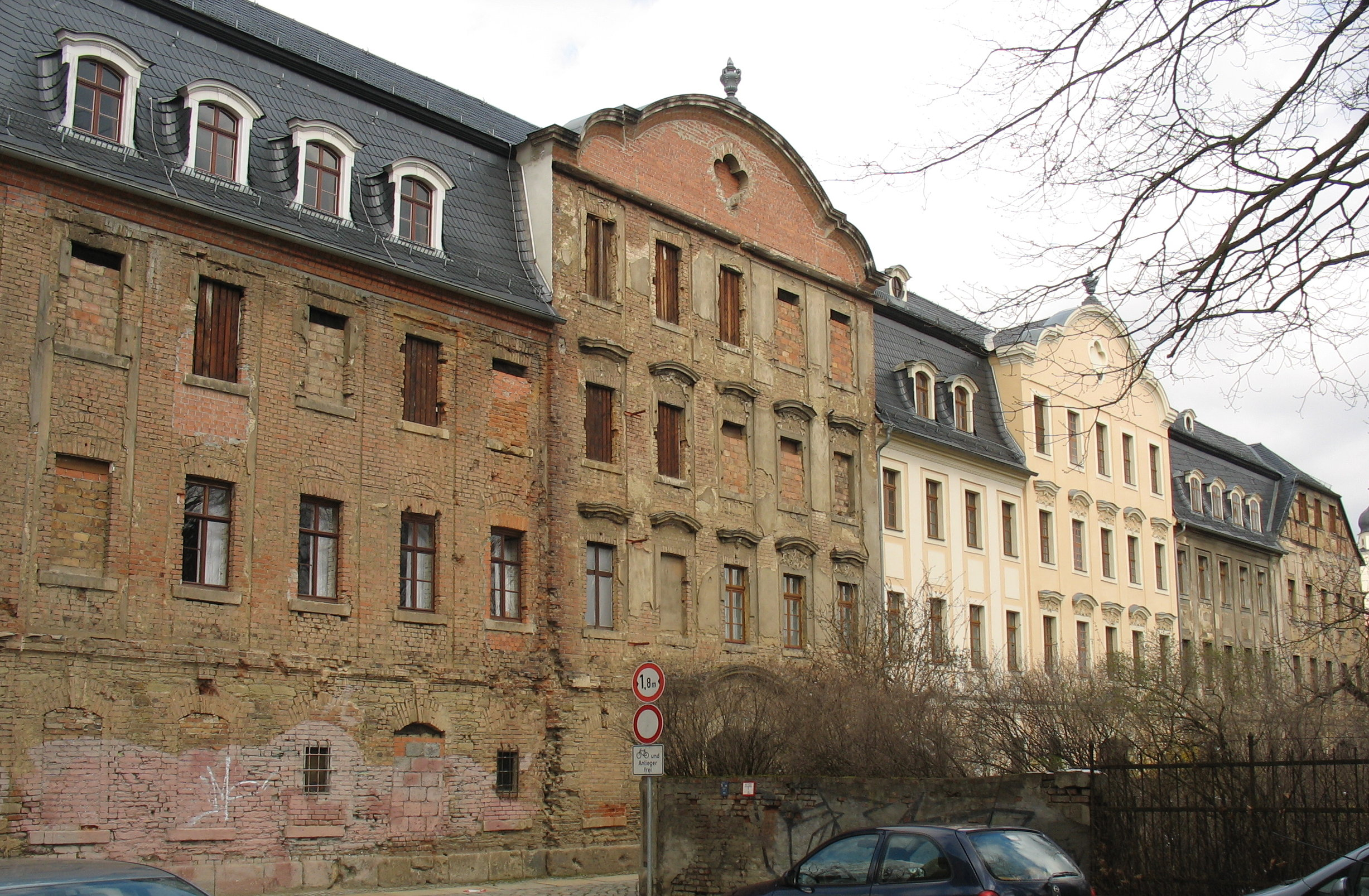
Das Weisbachsche Haus im März 2008

Das Weisbachsche Haus (früher auch Gösselsche Fabrik genannt) wurde 1776 als Manufakturgebäude einer Kattundruckerei errichtet. Das Bauwerk gilt als bedeutendstes noch bestehendes Manufakturgebäude Sachsens und als Vorläufer sächsischer Fabrikarchitektur. Es ist ein wesentlicher Teil des industriekulturellen Erbes der Stadt Plauen. Seit November 2023 befindet sich das interaktive Museum Fabrik der Fäden im Gebäude.

## Beschreibung
Der erste Gebäudeteil wurde 1776/77 im Auftrag des Kattundruckers Johann August Neumeister im Stil des fränkischen Barock ausgeführt. Ermöglicht wurde der Bau, da Neumeister von einer Sozietät namhafter Plauener Baumwollwarenhändler sowie dem Rat der Stadt unterstützt wurde. Der schlossähnliche Fabrikbau spiegelt das Selbstbewusstsein der Plauener Baumwollverleger jener Jahre wider. Auf Grund persönlicher Kontakte zu Johann Heinrich Schüle dürfte Neumeister die Schülesche Kattunfabrik in Augsburg als Vorbild für sein Manufakturgebäude gedient haben.
Wegen der günstigen Geschäftsentwicklung der Kattundruckerei wurde bereits 1779/80 ein zweiter Gebäudeteil, der östliche Risalit, geplant und gebaut. Die Inbetriebnahme einer mechanischen Baumwollspinnerei, machte einen weiteren Anbau notwendig, der um 1810 realisiert wurde.
Trotz baulicher und gewerblicher Veränderungen in den Folgejahren, blieb der ursprüngliche Charakter des Manufakturgebäudes weitgehend erhalten. 1945 wurde der älteste Gebäudeteil durch einen Bombentreffer beschädigt. Die seit Kriegsende erfolgten Teilsanierungen konnten den Verfall des Weisbachschen Hauses aufhalten. Der zentrale Teil des Gebäudekomplexes (östlicher Risalit) wurde 1999 instand gesetzt.

## Nutzung
Das Gebäude diente unter Johann August Neumeister als Kattundruckerei, einschließlich der zugehörigen Warenlager, Trockenböden, Couleurküche (Farbmischerei) und Kontor. Auch die Wohnungen der Angestellten und Manufakturarbeiter befanden sich innerhalb des Gebäudes. Der spätere Eigentümer und Direktor Ernst Wilhelm Conrad Gössel ließ 1808 im Gebäude Spinnmaschinen aufstellen, womit in Plauen die mechanische Baumwollspinnerei eingeläutet wurde. Gössel, der 1814 alleiniger Inhaber der Kattunfabrik wurde, baute den Kattundruck, die Spinnerei und die Weberei am Standort weiter aus. In den 1820er Jahren geriet das Unternehmen jedoch in wirtschaftliche Schwierigkeiten und wurde 1830 aufgelöst. Teile der verbliebenen Baumwollspinnerei pachtete 1834 Carl Wilhelm Weisbach. Er wurde später deren Inhaber und nach 1850 Besitzer des Gebäudekomplexes. Er betrieb die Fabrik bis zu seinem Tode im Jahre 1882.
Die Familie Weisbach blieb im Besitz des Gebäudes, weshalb es bis heute als Weisbachsches Haus bezeichnet wird. Nach 1900 beherbergte das Weisbachsche Haus eine Zwirnerei, die 1934 eingestellt wurde. Die nach 1945 am Standort bestehenden Kleingewerbe (Polsterei, Tischdeckendruck) und Wohnungen füllten nur einen geringen Teil des Gebäudekomplexes. Bemühungen der Stadtverwaltung in den 1960er und 70er Jahren das Weisbachsche Haus für andere Zwecke (u. a. eine Musikschule) zu nutzen, schlugen fehl. Seit Ende der 1990er Jahre werden vom Verein Initiative Kunstschule Plauen e.V. in einigen Räumlichkeiten Kurse, Ausstellungen und Kunstprojekte durchgeführt.

## Aktuell

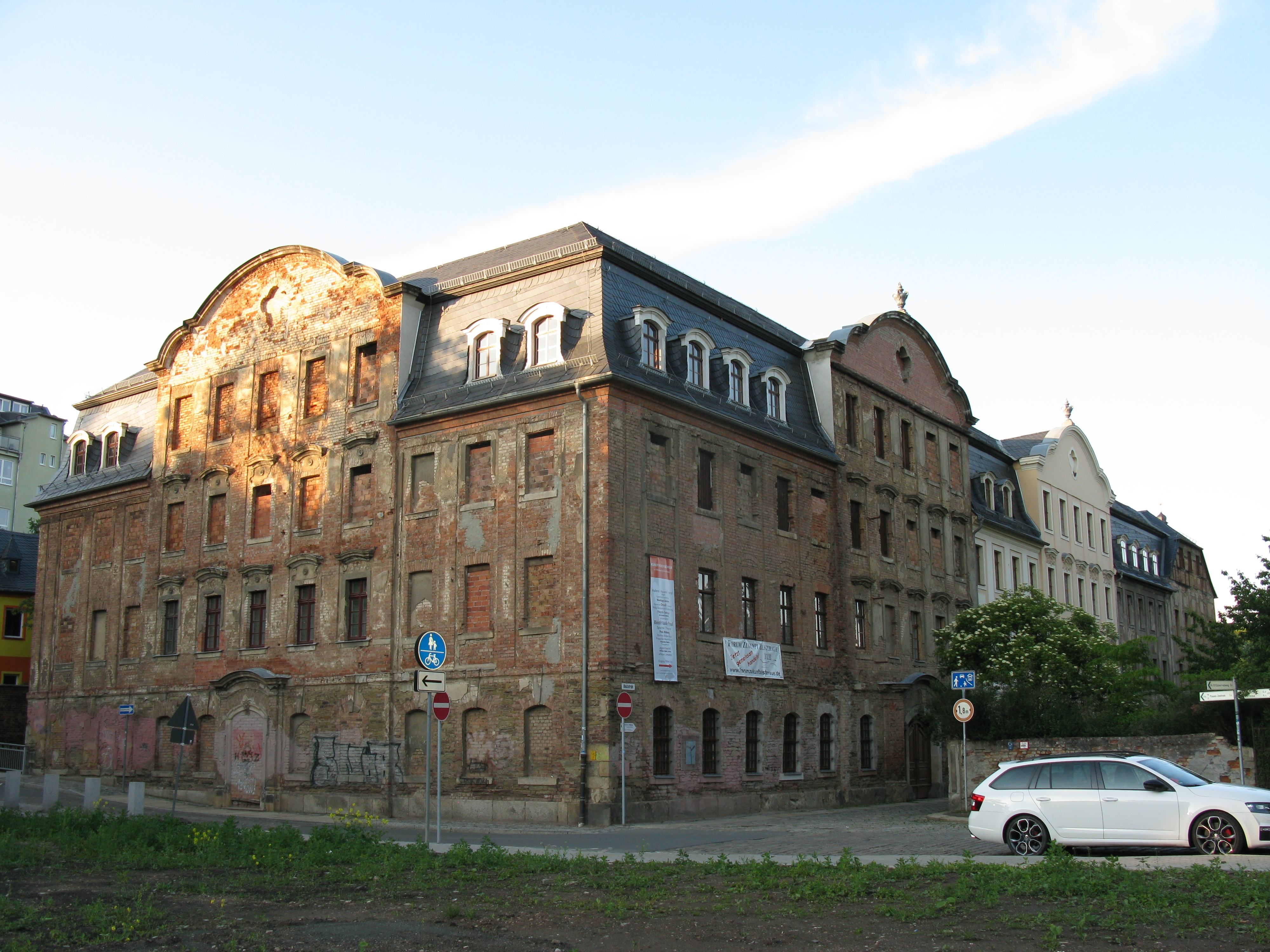
Das Weisbachsche Haus im Mai 2014

Mit der Idee zur Errichtung eines Stickerei- und Spitzen-Zentrums kam im Jahre 2011 Bewegung um eine zukünftige Nutzung der alten Kattundruckerei. So wurde das Weisbachsche Haus in die Diskussion eines möglichen Standortes einbezogen. 2012 veranlasste die Stadtverwaltung eine Standortprüfung. Auf der Sitzung des Stadtrates am 6. Mai 2014 wurde schließlich beschlossen, das Spitzenzentrum im Weisbachschen Haus unterzubringen.
Im Dezember 2019 begannen die vorbereitenden Arbeiten für die Umgestaltung des Hauses zum Deutschen Zentrum für Spitze und Stickerei. Ursprünglich sollte das Haus 2021 eröffnet werden. Nach verschiedenen Verzögerungen, unter anderem aufgrund der COVID-19-Pandemie, wurde die Eröffnung für 2023 geplant. Das Haus sollte unter dem Namen Fabrik der Fäden als interaktives Museum fungieren. Für das Projekt waren Kosten in Höhe von 9,65 Millionen Euro geplant.
Anfang Januar 2023 waren die Glasfassade Richtung Mühlberg und das Glasdach des Verbindungsbaus zwischen Alt- und Neubau fertiggestellt. Die Arbeiten wurden im Herbst 2023 abgeschlossen, sodass das Museum im November 2023 eröffnet werden konnte. Die Gesamtkosten beliefen sich auf 12 Millionen Euro für den Umbau selbst sowie 2,5 Millionen Euro für die Innenausstattung.